# Нови Холивуд
Нови Холивуд, који се такође назива америчким новим таласом или холивудском ренесансом, односи се на покрет у историји америчког филма од средине 1960-их до раних 1980-их, када је нова генерација младих филмских стваралаца дошла до изражаја у Сједињеним Државама.
Они су утицали на врсте произведених филмова, њихову производњу и маркетинг и начин на који су велики студији приступили стварању филмова. У новим холивудским филмовима кључну ауторску улогу преузео је режисер, а не студио. Дефиниција "Новог Холивуда" варира, у зависности од аутора, при чему га неки дефинишу као покрет, а други као период. Опсег тог периода је такође предмет дебате, као и његов интегритет, јер неки аутори, попут Томаса Шаца, тврде да се Нови Холивуд састоји од неколико различитих покрета.
Филмови снимљени у овом покрету стилски су окарактерисани по томе што њихов наратив често снажно одступа од класичних норми. Након распада студијског система и успона телевизије, комерцијални успех филмова је смањен.
Успешни филмови из ране ере Новог Холивуда укључују Бони и Клајд, Дипломац, Ноћ живих мртваца, Дивља хорда и Голи у седлу. Филмови који нису успели на благајнама, укључујући Небеска капија и Један од срца, означили су крај ере.

## Карактеристике
Ова нова генерација холивудског филмског ствараоца била је најважније, са становишта студија, млада, дакле способна да допре до омладинске публике коју су губили. Ова група младих филмских стваралаца — глумаца, писаца и редитеља — коју је штампа прозвала „Нови Холивуд“, накратко је променила пословање из холивудског система прошлости вођеног продуцентима.
Тод Берлинер је писао о необичним наративним праксама тог периода. Седамдесете, каже Берлинер, означавају најзначајнију формалну трансформацију Холивуда од преласка на звучни филм и представљају период који дефинише раздвајање начина приповедања из студијске ере и савременог Холивуда. Нови холивудски филмови више одступају од класичних наративних норми него холивудски филмови из било које друге ере или покрета. Њихова наративна и стилска средства прете да избаце из колосека иначе директну нарацију. Берлинер тврди да пет принципа управља наративним стратегијама карактеристичним за холивудске филмове 1970-их:
1. Филмови из седамдесетих показују перверзну тенденцију да, на наративне успутне начине, интегришу информације о причи и стилска средства која су контрапродуктивна за отворене и суштинске наративне сврхе филмова.
2. Холивудски филмски ствараоци из 1970-их често постављају своје филмске праксе између оних класичног Холивуда и европских и азијских уметничких филмова.
3. Филмови из седамдесетих подстичу реакције гледалаца несигурније и непријатније од оних у типичнијем холивудском биоскопу.
4. Наративи из седамдесетих стављају неуобичајен нагласак на неразлучивост, посебно у тренутку врхунца или у епилозима, када су конвенционалнији холивудски филмови заузети везивањем лабавих крајева.
5. Биоскоп седамдесетих омета наративну линеарност и замах и гуши њен потенцијал да генерише напетост и узбуђење.[1]

Томас Шац указује на још једну разлику са холивудским златним добом, које се бави односом ликова и заплетом. Он тврди да је заплет у класичним холивудским филмовима (и неким од ранијих новохоливудских филмова попут Кума) „имао тенденцију да се више органски појављује у функцији нагона, жеља, мотивација и циљева централних ликова“. Међутим, почевши од средине 1970-их, он указује на тренд да су „ликови постали функције заплета“.
Током врхунца студијског система, филмови су се снимали готово искључиво на сету у изолованим студијима. Садржај филмова био је ограничен Кодексом за продукцију филмова, и иако су филмски ствараоци златног доба пронашли рупе у његовим правилима, дискусија о више табу садржаја кроз филм је била ефективно спречена. Померање ка „новом реализму“ омогућено је када је уведен систем оцењивања филмова Америчког удружења за филмске филмове и када је снимање на локацији постало одрживије. Њујорк је био омиљено место за овај нови скуп филмских стваралаца због своје оштре атмосфере.
Због напретка у филмској технологији, нови холивудски филмски ствараоци могли су релативно лако да снимају филм од 35 мм у спољашњости. Пошто је снимање на локацији било јефтиније (нема потребе да се праве сетови), нови холивудски филмски ствараоци су брзо развили укус за снимање на локацији, што је резултирало природнијим приступом снимању филмова, посебно у поређењу са углавном стилизованим приступом класичних холивудских мјузикла и спектакла направљених да се такмиче. са телевизијом током 1950-их и раних 1960-их. Документарни филмови Д.А. Пенбејкера, браће Мајлс и Фредерика Вајзмена, између осталих, такође су утицали на филмске ствараоце овог доба.

## Наслеђе
Филмови Стивена Спилберга, Брајана Де Палме, Мартина Скорсезеа и Франсиса Форда Кополе утицали су на филмове жанра Полициотески у Италији и деценију касније на покрет Cinéma du look у Француској.
Амерички ексцентрични биоскоп је уоквирен као под утицајем ове ере. Обе традиције имају сличне теме и наративе егзистенцијализма и потребе за људском интеракцијом. Нови Холивуд се фокусира на мрачније елементе човечанства и друштва у контексту америчког сна од средине 1960-их до раних 1980-их. Са темама које су одражавале социокултурна питања и биле су усредсређене на потенцијалну бесмисленост трагања за америчким сном како је генерација за генерацијом мотивисана да га поседује. Поређења ради, амерички ексцентрични биоскоп нема посебан контекст, његови филмови приказују ликове који су веома индивидуални и њихове бриге су веома карактеристичне за њихове личности.
Иза кулиса неких филмова из ове ере (Егзорцист, Зона сумрака: Филм и Омен) такође су биле теме за документарне серије Проклети филмови.
Међутим, у монтажи, нови холивудски филмски ствараоци су се либералније придржавали реализма од већине својих класичних холивудских претходника, често користећи монтажу у уметничке сврхе, а не само за континуитет, што је пракса инспирисана европским уметничким филмовима и класичним холивудским режисерима као што су Дејвид В. Грифит и Алфред Хичкок. Филмови са неортодоксном монтажом укључивали су употребу скакачких резова од стране Лаког Јахача (под утицајем радова редитеља експерименталног колажа Бруса Конера) како би се наговестио врхунац филма, као и суптилније употребе, попут оних за одражавају осећај фрустрације код Бони и Клајда, субјективност протагонисте у Дипломцу и проток времена у чувеном мечу из 2001: Одисеја у свемиру. Такође су била утицајна дела експерименталних филмских стваралаца Артура Липсета, Бруса Бејлија и Кенета Ангера са њиховим комбинацијама музике и слика, а сваки од њих су навели Џорџ Лукас и Мартин Скорсезе као утицај.

## Утицај

### Утицајни редитељи
- Мартин Скорсезе
- Вуди Ален
- Џон Касаветес
- Франсис Форд Копола
- Стенли Кјубрик
- Теренс Малик
- Дејвид Линч
- Ридли Скот
- Стивен Спилберг
- Брајан де Палма
- Милош Форман
- Хал Ашби
- Џо Данте
- Артур Пен
- Роман Полански

### Утицајни филмови
- Mickey One (1965)
- The Chase (1966)
- Who's Afraid of Virginia Woolf? (1966)
- Seconds (1966)
- The Shooting (1966)
- Ride in the Whirlwind (1966)
- You're a Big Boy Now (1966)
- In the Heat of the Night (1967)
- Bonnie and Clyde (1967)
- The Graduate (1967)
- In Cold Blood (1967)
- Reflections in a Golden Eye (1967)
- Cool Hand Luke (1967)
- Who's That Knocking at My Door (1967)
- The Dirty Dozen (1967)
- Dont Look Back (1967)
- Point Blank (1967)
- The Trip (1967)
- David Holzman's Diary (1967)
- Symbiopsychotaxiplasm: Take One (1968)
- Faces (1968)
- The Swimmer (1968)
- Coogan's Bluff (1968)
- Greetings (1968)
- 2001: A Space Odyssey (1968)
- Planet of the Apes (1968)
- Petulia (1968)
- Rosemary's Baby (1968)
- The Thomas Crown Affair (1968)
- Bullitt (1968)
- Night of the Living Dead (1968)
- Head (1968)
- Downhill Racer (1969)
- Alice's Restaurant (1969)
- Easy Rider (1969)
- Medium Cool (1969)
- Midnight Cowboy (1969)
- Putney Swope (1969)
- The Rain People (1969)
- Goodbye, Columbus (1969)
- Take the Money and Run (1969)
- The Wild Bunch (1969)
- Bob & Carol & Ted & Alice (1969)
- Butch Cassidy and the Sundance Kid (1969)
- They Shoot Horses, Don't They? (1969)
- Wanda (1970)
- Husbands (1970)
- The Boys in the Band (1970)
- Alex in Wonderland (1970)
- Catch-22 (1970)
- MASH (1970)
- Love Story (1970)
- Airport (1970)
- The Strawberry Statement (1970)
- Loving (1970)
- The Landlord (1970)
- Kelly's Heroes (1970)
- Five Easy Pieces (1970)
- Little Big Man (1970)
- Brewster McCloud (1970)
- Joe (1970)
- Woodstock (1970)
- The Ballad of Cable Hogue (1970)
- Zabriskie Point (1970)
- Gimme Shelter (1970)
- A New Leaf (1971)
- Drive, He Said (1971)
- Fiddler on the Roof (1971)
- The Panic in Needle Park (1971)
- Play Misty for Me (1971)
- Klute (1971)
- The Beguiled (1971)
- A Safe Place (1971)
- McCabe & Mrs. Miller (1971)
- Carnal Knowledge (1971)
- Such Good Friends (1971)
- Two-Lane Blacktop (1971)
- The Hospital (1971)
- The Last Movie (1971)
- The Last Picture Show (1971)
- The French Connection (1971)
- A Clockwork Orange (1971)
- Dirty Harry (1971)
- Harold and Maude (1971)
- Straw Dogs (1971)
- Sweet Sweetback's Baadasssss Song (1971)
- THX 1138 (1971)
- Little Murders (1971)
- Vanishing Point (1971)
- Billy Jack (1971)
- The Heartbreak Kid (1972)
- Cabaret (1972)
- Deliverance (1972)
- Tomorrow (1972)
- Pocket Money (1972)
- Bad Company (1972)
- The Last House on the Left (1972)
- Fat City (1972)
- Fritz the Cat (1972)
- Images (1972)
- The Poseidon Adventure (1972)
- Slaughterhouse-Five (1972)
- The Godfather (1972)
- Junior Bonner (1972)
- Boxcar Bertha (1972)
- The King of Marvin Gardens (1972)
- What's Up, Doc? (1972)
- Last Tango in Paris (1972)
- Payday (1972)
- Sounder (1972)
- American Graffiti (1973)
- Badlands (1973)
- Dillinger (1973)
- The Friends of Eddie Coyle (1973)
- The Long Goodbye (1973)
- The Last Detail (1973)
- Mean Streets (1973)
- Paper Moon (1973)
- Charley Varrick (1973)
- The Last American Hero (1973)
- Pat Garrett and Billy the Kid (1973)
- Breezy (1973)
- Blume in Love (1973)
- Serpico (1973)
- Sisters (1973)
- Sleeper (1973)
- The Exorcist (1973)
- Scarecrow (1973)
- The Sting (1973)
- Electra Glide in Blue (1973)
- Westworld (1973)
- Alice Doesn't Live Here Anymore (1974)
- Thieves Like Us (1974)
- Dark Star (1974)
- California Split (1974)
- Chinatown (1974)
- The Conversation (1974)
- The Godfather Part II (1974)
- The Sugarland Express (1974)
- The Parallax View (1974)
- A Woman Under the Influence (1974)
- The Taking of Pelham One Two Three (1974)
- The Towering Inferno (1974)
- Blazing Saddles (1974)
- Young Frankenstein (1974)
- Hearts and Minds (1974)
- The Texas Chainsaw Massacre (1974)
- Death Wish (1974)
- One Flew Over the Cuckoo's Nest (1975)
- Dog Day Afternoon (1975)
- Three Days of the Condor (1975)
- The Eiger Sanction (1975)
- Rafferty and the Gold Dust Twins (1975)
- Jaws (1975)
- Nashville (1975)
- Smile (1975)
- Night Moves (1975)
- Shampoo (1975)
- The Day of the Locust (1975)
- Barry Lyndon (1975)
- The Wind and the Lion (1975)
- The Killing of a Chinese Bookie (1976)
- Mikey and Nicky (1976)
- All the President's Men (1976)
- Next Stop, Greenwich Village (1976)
- Carrie (1976)
- Obsession (1976)
- The Omen (1976)
- The Outlaw Josey Wales (1976)
- God Told Me To (1976)
- Assault on Precinct 13 (1976)
- Network (1976)
- Rocky (1976)
- Taxi Driver (1976)
- Futureworld (1976)
- Annie Hall (1977)
- Close Encounters of the Third Kind (1977)
- Eraserhead (1977)
- The Hills Have Eyes (1977)
- The Gauntlet (1977)
- High Anxiety (1977)
- The Late Show (1977)
- Handle with Care (1977)
- Looking for Mr. Goodbar (1977)
- New York, New York (1977)
- Opening Night (1977)
- Saturday Night Fever (1977)
- Sorcerer (1977)
- Star Wars (1977)
- 3 Women (1977)
- Blue Collar (1978)
- Coming Home (1978)
- Straight Time (1978)
- Grease (1978)
- Days of Heaven (1978)
- The Deer Hunter (1978)
- F.I.S.T. (1978)
- Interiors (1978)
- Big Wednesday (1978)
- Fingers (1978)
- Invasion of the Body Snatchers (1978)
- National Lampoon's Animal House (1978)
- Coma (1978)
- Who'll Stop the Rain (1978)
- Midnight Express (1978)
- Dawn of the Dead (1978)
- Halloween (1978)
- Alien (1979)
- All That Jazz (1979)
- ...And Justice for All (1979)
- Hardcore (1979)
- Apocalypse Now (1979)
- Being There (1979)
- Kramer vs. Kramer (1979)
- Manhattan (1979)
- Wise Blood (1979)
- Melvin and Howard (1980)
- The Shining (1980)
- Bronco Billy (1980)
- Raging Bull (1980)
- American Gigolo (1980)
- Cruising (1980)
- Dressed to Kill (1980)
- Airplane! (1980)
- Stardust Memories (1980)
- Heaven's Gate (1980)
- History of the World, Part I (1981)
- Blow Out (1981)
- Raiders of the Lost Ark (1981)
- Reds (1981)
- Blade Runner (1982)
- E.T. the Extra-Terrestrial (1982)
- One from the Heart (1982)
- The King of Comedy (1982)
- Rumble Fish (1983)
- Twilight Zone: The Movie (1983)